# Народна партія Брунею
Народна партія Брунею - перша політична партія, створена в британському протектораті Бруней у 1956 році. Партія домоглася політичних реформ та перших вільних виборів у Брунеї, на яких отримала значну перемогу. Втім, незадоволені повільністю реформ та неясним ставленням султана Брунею до питання приєднання до Малайської федерації, лідери партії взяли участь в організації «брунейського повстання» в грудні 1962 року. Після невдачі повстання партію було заборонено, багатьох членів заарештовано, низці лідерів вдалося отримати політичний притулок в інших країнах.

## Історія заснування
Партію було засновано 22 січня 1956 року на зібранні близьк 150 осіб в будинку Сігку Салеха Масрі (малай. Cikgu Saleh Masri), лідера забороненого Брунейського молодіжного фронту (малай. Barisan Pemuda Brunei). На утворення партії вплинуло формування 1955 року Малайської народної партії. В серпні того ж року партію було офіційно зареєстровано. У 1957 році НПБ заявляла про 16 тисяч членів партії.

## Керівництво
Головою партії став шейх Азахарі, його заступником — Салех Масрі. Секретарем був Джасін Еффенді (малай. Jassin Affandy), Хідап (малай. H. B. Hidup) був помічником секретаря, а Хапідз Лаксамана (малай. Hapidz Laksamana) став казначеєм.
У 1959 році було створено Брунейський об'єднаний робітничий фронт (БОРФ), керівні посади в якому зайняли майже виключно лідери НПБ.

## Політична позиція
Початково партія виступала за приєднання до Брунею Сараваку та Сабаху. Втім після критики з боку султана НПБ прибрала ці вимоги. Партія виступала за незалежність Брунею та конституційну монархію.

## Участь у виборах
Партія взяла участь у виборах до місцевих рад 30 і 31 серпня 1962 року та отримала перемогу на 54 з 55 виборчих округів. За конституцією Брунею місцеві ради мали обрати представників до Законодавчої Ради Брунею, тому Народна партія майже автоматично отримувала 16 з 33 місць у парламенті.

## Брунейське повстання та заборона
Невдоволений затягуванням скликання Законодавчої Ради, шейх Азахарі вирішив перейти до відкритої збройної боротьби. 8 грудня 1962 року виступами в столиці Брунею, Лімбангу та Серіа розпочалося Брунейське повстання. Втім упродовж 5 діб британські десантники придушили виступи та звільнили захоплені урядові будівлі. Партію було заборонено, багатьох лідерів заарештовано чи вбито, Азахарі отримав притулок в Індонезії.